# Atacco
Atacco es una localidad del estado mexicano de Jalisco. Es parte del municipio de Tapalpa.

## Toponimia
El nombre «Atacco» proviene de los términos en náhuatl: atl, agua; tlacatl, hombre; co, lugar. Su significado es «Lugra de los hombres de agua».

## Demografía
| Gráfica de evolución demográfica |
|                                  |

| Censo | Población |
| ----- | --------- |
| 1900  | 1 030     |
| 1910  | 897       |
| 1921  | 717       |
| 1930  | 701       |
| 1940  | 882       |
| 1950  | 579       |
| 1960  | 1 088     |
| 1970  | 998       |
| 1980  | 686       |
| 1990  | 411       |
| 2000  | 910       |
| 2010  | 1 202     |
| 2020  | 1 760     |